# 蒙特利尔公约
- 關於保护臭氧层的议定书，請見「蒙特利尔议定书」。
- 關於1929年通过的空难赔偿的公約，請見「華沙公約 (1929年)」。
- 關於1971年通过的民航安全的公约，請見「关于制止危害民用航空安全的非法行为的公约」。

《蒙特利尔公约》（英語：Montreal Convention），全稱《统一国际航空运输某些规则的公约》（Convention for the Unification of Certain Rules for International Carriage by Air），是國際民航組織（ICAO）成員國在1999年簽署、2003年生效的多邊公約，定立了民航空難賠償標準。该公约优先于1929年簽署的華沙公約（Warsaw Convention）。